# Daniel Daly
El sargento mayor Daniel Daly (11 de noviembre de 1873-27 de abril de 1937) fue un marine de los Estados Unidos y uno de los 19 hombres de toda la historia que han recibido dos veces la Medalla de Honor. De todos los marines que la recibieron dos veces sólo Daly y el mayor general Smedley Butler lo hicieron por dos acciones diferentes.
Dan Daly es recordado por su famoso grito durante la Batalla de Belleau Wood cuando rodeados, superados en número, sin munición y atrapados empujó a sus hombres al ataque gritando "Vamos, hijos de puta ¿queréis vivir para siempre?" (originalmente en inglés "Come on, you sons of bitches, do you want to live forever?").
Daly fue descrito por el mayor general Smedley Butler como "el marine más terrorífico que jamás conocí". Se dice que le ofrecieron a Daly un puesto de oficial pero que lo rechazó alegando que prefería ser "... un sargento sorprendente mejor que sólo otro oficial".

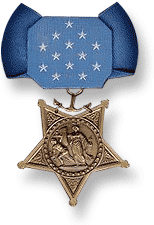
Medalla de Honor

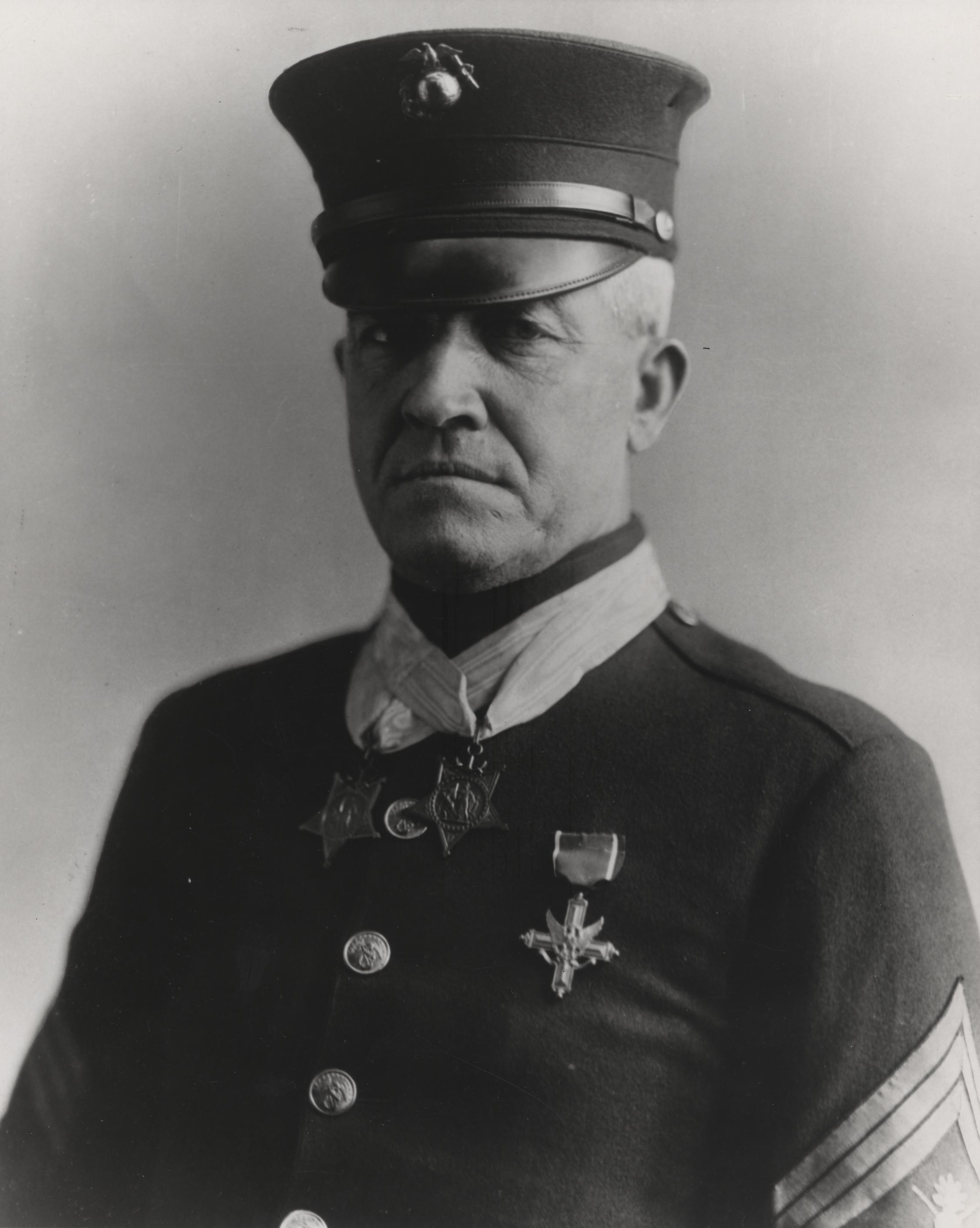
Daniel Joseph "Dan" Daly

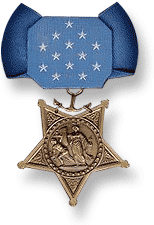
Medalla de Honor

## Biografía
Daly nació en Glen Cove, Nueva York, el 11 de noviembre de 1873. Era de estatura pequeña (167 cm y 60 kg) pero llegó a ser boxeador amateur.

### Honores
El destructor USS Daly (DD-519) recibió su nombre por él.
El 10 de noviembre de 2005, el servicio postal de los Estados Unidos honró a Daly y otros tres héroes del cuerpo de marines en su serie de sellos "Marines distinguidos". Además de a Daly estos sellos también honraban a John Basilone, John A. Lejeune and Lewis B. "Chesty" Puller.
La lista completa de condecoraciones recibidas por Daly incluyen dos Medallas de Honor (la primera en 1901 y la segunda en 1915, ambas expuestas en el museo nacional del cuerpo de marines de Triangle, Virginia), la Cruz naval, la Cruz de servicio distinguido, tres Cartas de recomendación, Medalla de buena conducta con tres estrellas de bronce, la Medalla de la expedición de auxilio a China, la Medalla de la campaña en Filipinas, la Medalla de expedición con una estrella de bronce, la Medalla del servicio en México, la Medalla de la campaña en Haití, la Medalla de la victoria I guerra mundial en Aisne, los Broches de St. Mihiel, Meuse-Argonne y del Sector defensivo, Medaille Militaire, la Croix de Guerre en Palm y la Fourraguere (las tres últimas condecoraciones son del gobierno Francés).

### Muerte y entierro

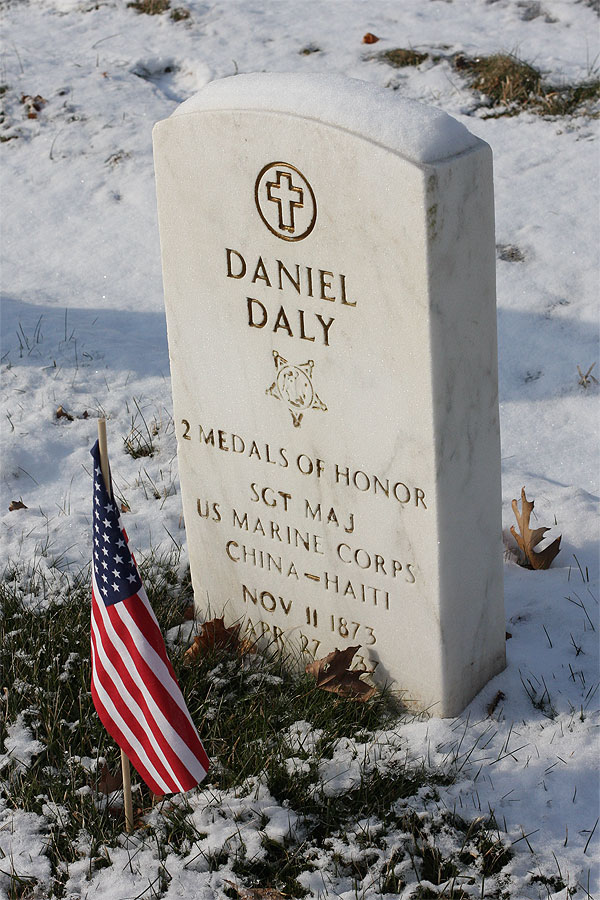
Tumba del sargento mayor Daly en el cementerio nacional de Cypress Hill (EE. UU.).

Daly murió el 27 de abril de 1937 y fue enterrado en Nueva York en el cementerio nacional de Cypress Hills, en la tumba número 70 de la sección 5.

## En la cultura popular
En Tropas del espacio, una novela de ciencia ficción y crítica social de 1959 escrita por Robert A. Heinlein en apoyo al deber cívico y el servicio militar, el primer capítulo parafrasea a Daly: "¡Vamos, monos! ¿Queréis vivir siempre?" (originalmente en inglés "Come on you apes! You wanna live forever?").
Una frase famosa similar fue pronunciada por Federico II el Grande a su ejército en retirada en 1757: "Kerle, wollt ihr denn ewig leben?" ("Granujas ¿queréis vivir para siempre?").